# Carbinoxamină
Carbinoxamina este un antihistaminic H1 derivat de etanolamină, de generația 1, fiind utilizat în tratamentul conjunctivitei alergice, rinitei alergice și a urticariei. Prezintă și proprietăți anticolinergice.
Molecula a fost patentată în anul 1947 și a fost aprobată pentru uz medical în anul 1953.